# Açude Mucambinho
O Açude Mucambinho é um açude brasileiro no estado do Ceará, localizado no município de Sobral, que barra as águas do riacho Mocambinho, um afluente do rio Acaraú, e foi concluído em 1910.
Sua capacidade de amarzenamento de água é de 1.332.000 m³.